# Marta Bach
Pour les articles homonymes, voir Bach (homonymie).
Marta Bach, née le 17 février 1993 à Mataró dans la Province de Barcelone, est une joueuse espagnole de water-polo. Lors des Jeux olympiques d'été de 2012 elle a remporté la médaille d'argent après s'être incliné face aux États-Unis.

## Palmarès
- Championnat du monde junior à Trieste ( Italie)
  -  médaille d'or mondiale junior
- Jeux olympiques d'été de 2012 à Londres ( Royaume-Uni)
  -  médaille d'argent au tournoi olympique